# ×Leymotrigia bergrothii
Leymotrigia bergrothii là một loài thực vật có hoa trong họ Hòa thảo. Loài này được (H.Lindb.) Tzvelev mô tả khoa học đầu tiên năm 1964.